# Christophe Dugarry
Christophe Dugarry (Lormont, 24 marzo 1972) è un ex calciatore francese, di ruolo attaccante.
Titolare della Nazionale francese per diversi anni, con i bleus, fu campione del mondo 1998. È stato anche campione d'Europa 2000 segnando un goal contro i Paesi Bassi.

## Carriera

### Club

Dugarry (al centro) in azione al Bordeaux, mentre sfugge ai milanisti e connazionali Desailly e Vieira in una sfida di Coppa UEFA 1995-1996

Debutta nel club francese del Bordeaux, militandovi dal 1988 al 1996, periodo durante il quale totalizza 187 presenze in campionato, accompagnate da 37 reti. Nella stagione 1995-1996, nella gara di ritorno dei quarti di finale di Coppa UEFA, giocata il 19 marzo 1996 tra Bordeaux e Milan e finita 3-0 per i francesi, Dugarry realizzò una doppietta che ribaltò il 2-0 dell'andata giocata a San Siro, eliminando la squadra di Fabio Capello dalla competizione. La squadra raggiunse poi la finale perdendo nel doppio confronto con il Bayern Monaco (0-2, 3-1). In quel Bordeaux giocavano anche i futuri campioni del mondo Zinédine Zidane e Bixente Lizarazu.
Proprio il Milan acquista Dugarry l'anno successivo, per 6 miliardi di lire, ma la stagione del francese in rossonero non sarà felice complice soprattutto la negativa annata del Diavolo sia in campionato che nelle coppe. Dugarry colleziona 21 presenze in Serie A, realizzando 5 gol (doppietta contro il Piacenza, uno al L.R. Vicenza, al Cagliari e alla Reggiana), 2 presenze in Coppa Italia e 3 in UEFA Champions League. Il suo unico gol "europeo" lo realizza a Milano contro i norvegesi del Rosenborg, nella partita che sancisce l'eliminazione dei milanesi dalla coppa (1-2 sarà il punteggio finale dell'incontro).
Il Milan lo cede al Barcellona, squadra in cui non riesce a imporsi come titolare, collezionando solamente 7 presenze nella Liga e senza mai andare in gol. Dopo pochi mesi passa all'Olympique Marsiglia (52 partite e 8 gol in campionato il suo score con i biancoazzurri). Nella semifinale di ritorno di Coppa UEFA 1998-1999 in trasferta contro il Bologna è coinvolto in una rissa rimediando cinque turni di squalifica.
Nel 1999 venne trovato positivo al nandrolone. Ritorna al Bordeaux nel dicembre 1999, giocandovi fino a gennaio del 2003 (65 partite e 9 gol in campionato), mese in cui tenta l'avventura nella Premier League inglese col Birmingham City (30 partite e 6 gol). Sceglie quindi di trasferirsi al Qatar SC, per chiudere la sua carriera. Il 1º febbraio 2005 annuncia il suo ritiro dal calcio giocato, a 33 anni.

### Nazionale
Ha esordito in nazionale il 26 maggio 1994 nel match Australia-Francia vinto dai transalpini per 1-0.
Con la maglia della nazionale francese ha collezionato 55 presenze e 8 gol. Ha partecipato al campionato d'Europa 1996 in Inghilterra, al campionato del mondo 1998 in Francia (conclusosi con la vittoria della squadra francese), al campionato d'Europa 2000 in Belgio e Paesi Bassi (anche questo appannaggio della squadra transalpina, dove purtroppo giocherà una finale senza influire particolarmente) e al campionato del mondo 2002 disputato in Corea del Sud e Giappone.

## Dopo il ritiro
Nel giugno 2006 ha svolto il lavoro di commentatore televisivo per le partite del campionato del mondo disputato in Germania.
Presta la sua voce come commentatore tecnico nella serie di videogiochi Pro Evolution Soccer al fianco di Grégoire Margotton.

## Statistiche

### Cronologia presenze e reti in nazionale
| Cronologia completa delle presenze e delle reti in nazionale ― Francia | Cronologia completa delle presenze e delle reti in nazionale ― Francia | Cronologia completa delle presenze e delle reti in nazionale ― Francia | Cronologia completa delle presenze e delle reti in nazionale ― Francia | Cronologia completa delle presenze e delle reti in nazionale ― Francia | Cronologia completa delle presenze e delle reti in nazionale ― Francia | Cronologia completa delle presenze e delle reti in nazionale ― Francia | Cronologia completa delle presenze e delle reti in nazionale ― Francia |
| Data                                                                   | Città                                                                  | In casa                                                                | Risultato                                                              | Ospiti                                                                 | Competizione                                                           | Reti                                                                   | Note                                                                   |
| ---------------------------------------------------------------------- | ---------------------------------------------------------------------- | ---------------------------------------------------------------------- | ---------------------------------------------------------------------- | ---------------------------------------------------------------------- | ---------------------------------------------------------------------- | ---------------------------------------------------------------------- | ---------------------------------------------------------------------- |
| 26-5-1994                                                              | Kōbe                                                                   | Francia                                                                | 1 – 0                                                                  | Australia                                                              | Kirin Cup 1994                                                         | -                                                                      | 74’                                                                    |
| 17-8-1994                                                              | Bordeaux                                                               | Francia                                                                | 2 – 2                                                                  | Rep. Ceca                                                              | Amichevole                                                             | -                                                                      | 77’                                                                    |
| 7-9-1994                                                               | Bratislava                                                             | Slovacchia                                                             | 0 – 0                                                                  | Francia                                                                | Qual. Euro 1996                                                        | -                                                                      | 63’                                                                    |
| 8-10-1994                                                              | Saint-Étienne                                                          | Francia                                                                | 0 – 0                                                                  | Romania                                                                | Qual. Euro 1996                                                        | -                                                                      | 83’                                                                    |
| 16-11-1994                                                             | Zabrze                                                                 | Francia                                                                | 0 – 0                                                                  | Polonia                                                                | Qual. Euro 1996                                                        | -                                                                      | 77’                                                                    |
| 16-8-1995                                                              | Parigi                                                                 | Francia                                                                | 1 – 1                                                                  | Polonia                                                                | Qual. Euro 1996                                                        | -                                                                      |                                                                        |
| 6-9-1995                                                               | Auxerre                                                                | Francia                                                                | 10 – 0                                                                 | Azerbaigian                                                            | Qual. Euro 1996                                                        | 1                                                                      | 70’                                                                    |
| 11-10-1995                                                             | Bucarest                                                               | Romania                                                                | 1 – 3                                                                  | Francia                                                                | Qual. Euro 1996                                                        | -                                                                      | 63’                                                                    |
| 27-3-1996                                                              | Bruxelles                                                              | Belgio                                                                 | 0 – 2                                                                  | Francia                                                                | Amichevole                                                             | -                                                                      | 82’                                                                    |
| 29-5-1996                                                              | Strasburgo                                                             | Francia                                                                | 2 – 1                                                                  | Finlandia                                                              | Amichevole                                                             | -                                                                      | 46’                                                                    |
| 1-6-1996                                                               | Stoccarda                                                              | Germania                                                               | 0 – 1                                                                  | Francia                                                                | Amichevole                                                             | -                                                                      | 72’                                                                    |
| 10-6-1996                                                              | Newcastle upon Tyne                                                    | Romania                                                                | 0 – 1                                                                  | Francia                                                                | Euro 1996 - 1º turno                                                   | 1                                                                      | 67’                                                                    |
| 15-6-1996                                                              | Leeds                                                                  | Francia                                                                | 1 – 1                                                                  | Spagna                                                                 | Euro 1996 - 1º turno                                                   | -                                                                      | 73’                                                                    |
| 18-6-1996                                                              | Newcastle upon Tyne                                                    | Bulgaria                                                               | 1 – 3                                                                  | Francia                                                                | Euro 1996 - 1º turno                                                   | -                                                                      | 36’ 70’                                                                |
| 22-6-1996                                                              | Liverpool                                                              | Francia                                                                | 0 – 0 dts (5 – 4 dtr)                                                  | Paesi Bassi                                                            | Euro 1996 - Quarti di finale                                           | -                                                                      | 62’ 80’                                                                |
| 22-1-1997                                                              | Braga                                                                  | Portogallo                                                             | 0 – 2                                                                  | Francia                                                                | Amichevole                                                             | -                                                                      | 32’ 79’                                                                |
| 26-2-1997                                                              | Parigi                                                                 | Francia                                                                | 2 – 1                                                                  | Paesi Bassi                                                            | Amichevole                                                             | -                                                                      |                                                                        |
| 2-4-1997                                                               | Parigi                                                                 | Francia                                                                | 1 – 0                                                                  | Svezia                                                                 | Amichevole                                                             | -                                                                      | 56’                                                                    |
| 7-6-1997                                                               | Montpellier                                                            | Francia                                                                | 0 – 1                                                                  | Inghilterra                                                            | Torneo di Francia                                                      | -                                                                      | 76’                                                                    |
| 11-6-1997                                                              | Parigi                                                                 | Italia                                                                 | 2 – 2                                                                  | Francia                                                                | Torneo di Francia                                                      | -                                                                      |                                                                        |
| 22-4-1998                                                              | Solna                                                                  | Svezia                                                                 | 0 – 0                                                                  | Francia                                                                | Amichevole                                                             | -                                                                      | 46’                                                                    |
| 27-5-1998                                                              | Casablanca                                                             | Francia                                                                | 1 – 0                                                                  | Belgio                                                                 | Trofeo di calcio Hassan II 1998                                        | -                                                                      | 46’                                                                    |
| 29-5-1998                                                              | Casablanca                                                             | Marocco                                                                | 2 – 2 (6 - 5 dtr)                                                      | Francia                                                                | Trofeo di calcio Hassan II 1998                                        | -                                                                      | 68’                                                                    |
| 5-6-1998                                                               | Helsinki                                                               | Finlandia                                                              | 0 – 1                                                                  | Francia                                                                | Amichevole                                                             | -                                                                      | 77’                                                                    |
| 12-6-1998                                                              | Marsiglia                                                              | Francia                                                                | 3 – 0                                                                  | Sudafrica                                                              | Mondiali 1998 - 1º turno                                               | 1                                                                      | 35’                                                                    |
| 18-6-1998                                                              | Saint-Denis                                                            | Francia                                                                | 4 – 0                                                                  | Arabia Saudita                                                         | Mondiali 1998 - 1º turno                                               | -                                                                      | 30’                                                                    |
| 12-7-1998                                                              | Saint-Denis                                                            | Brasile                                                                | 0 – 3                                                                  | Francia                                                                | Mondiali 1998 - Finale                                                 | -                                                                      | 66’                                                                    |
| 5-9-1998                                                               | Reykjavík                                                              | Islanda                                                                | 1 – 1                                                                  | Francia                                                                | Qual. Euro 2000                                                        | 1                                                                      | 67’                                                                    |
| 14-10-1998                                                             | Saint-Denis                                                            | Francia                                                                | 2 – 0                                                                  | Andorra                                                                | Qual. Euro 2000                                                        | -                                                                      | 71’                                                                    |
| 20-1-1999                                                              | Marsiglia                                                              | Francia                                                                | 1 – 0                                                                  | Marocco                                                                | Amichevole                                                             | -                                                                      | 46’                                                                    |
| 10-2-1999                                                              | Londra                                                                 | Inghilterra                                                            | 0 – 2                                                                  | Francia                                                                | Amichevole                                                             | -                                                                      | 46’                                                                    |
| 27-3-1999                                                              | Saint-Denis                                                            | Francia                                                                | 0 – 0                                                                  | Ucraina                                                                | Qual. Euro 2000                                                        | -                                                                      | 68’                                                                    |
| 31-3-1999                                                              | Saint-Denis                                                            | Francia                                                                | 2 – 0                                                                  | Armenia                                                                | Qual. Euro 2000                                                        | 1                                                                      | 46’                                                                    |
| 5-6-1999                                                               | Saint-Denis                                                            | Francia                                                                | 2 – 3                                                                  | Russia                                                                 | Qual. Euro 2000                                                        | -                                                                      | 59’                                                                    |
| 9-6-1999                                                               | Barcellona                                                             | Andorra                                                                | 0 – 1                                                                  | Francia                                                                | Qual. Euro 2000                                                        | -                                                                      | 24’                                                                    |
| 29-3-2000                                                              | Glasgow                                                                | Scozia                                                                 | 0 – 2                                                                  | Francia                                                                | Amichevole                                                             | -                                                                      | 71’                                                                    |
| 26-4-2000                                                              | Saint-Denis                                                            | Francia                                                                | 3 – 2                                                                  | Slovenia                                                               | Amichevole                                                             | -                                                                      | 46’                                                                    |
| 4-6-2000                                                               | Casablanca                                                             | Giappone                                                               | 2 – 2 (2 – 4 dtr)                                                      | Francia                                                                | Trofeo di calcio Hassan II 2000 - Semifinale                           | -                                                                      | 46’                                                                    |
| 6-6-2000                                                               | Casablanca                                                             | Marocco                                                                | 1 – 5                                                                  | Francia                                                                | Trofeo di calcio Hassan II 2000 - Finale                               | 1                                                                      | 87’                                                                    |
| 16-6-2000                                                              | Bruges                                                                 | Rep. Ceca                                                              | 1 – 2                                                                  | Francia                                                                | Euro 2000 - 1º turno                                                   | -                                                                      | 55’                                                                    |
| 21-6-2000                                                              | Amsterdam                                                              | Paesi Bassi                                                            | 3 – 2                                                                  | Francia                                                                | Euro 2000 - 1º turno                                                   | 1                                                                      | 45’ 68’                                                                |
| 25-6-2000                                                              | Bruges                                                                 | Francia                                                                | 2 – 1                                                                  | Spagna                                                                 | Euro 2000 - Quarti di finale                                           | -                                                                      |                                                                        |
| 2-7-2000                                                               | Rotterdam                                                              | Francia                                                                | 2 – 1 gg                                                               | Italia                                                                 | Euro 2000 - Finale                                                     | -                                                                      | 58’                                                                    |
| 16-8-2000                                                              | Marsiglia                                                              | Francia                                                                | 5 – 1                                                                  | World Stars                                                            | Amichevole                                                             | -                                                                      |                                                                        |
| 27-2-2001                                                              | Saint-Denis                                                            | Francia                                                                | 1 – 0                                                                  | Germania                                                               | Amichevole                                                             | -                                                                      |                                                                        |
| 24-3-2001                                                              | Saint-Denis                                                            | Francia                                                                | 5 – 0                                                                  | Giappone                                                               | Amichevole                                                             | -                                                                      | 52’                                                                    |
| 28-3-2001                                                              | Valencia                                                               | Spagna                                                                 | 2 – 1                                                                  | Francia                                                                | Amichevole                                                             | -                                                                      | 46’                                                                    |
| 30-5-2001                                                              | Taegu                                                                  | Francia                                                                | 5 – 0                                                                  | Corea del Sud                                                          | Conf. Cup 2001 - 1º turno                                              | -                                                                      | 74’                                                                    |
| 11-11-2001                                                             | Melbourne                                                              | Australia                                                              | 1 – 1                                                                  | Francia                                                                | Amichevole                                                             | -                                                                      | 57’                                                                    |
| 13-2-2002                                                              | Saint-Denis                                                            | Francia                                                                | 2 – 1                                                                  | Romania                                                                | Amichevole                                                             | -                                                                      | 59’                                                                    |
| 18-5-2002                                                              | Saint-Denis                                                            | Francia                                                                | 1 – 2                                                                  | Belgio                                                                 | Amichevole                                                             | -                                                                      | 71’                                                                    |
| 26-5-2002                                                              | Suwon                                                                  | Corea del Sud                                                          | 2 – 3                                                                  | Francia                                                                | Amichevole                                                             | 1                                                                      | 46’                                                                    |
| 31-5-2002                                                              | Seul                                                                   | Francia                                                                | 0 – 1                                                                  | Senegal                                                                | Mondiali 2002 - 1º turno                                               | -                                                                      | 60’                                                                    |
| 6-6-2002                                                               | Pusan                                                                  | Francia                                                                | 0 – 0                                                                  | Uruguay                                                                | Mondiali 2002 - 1º turno                                               | -                                                                      | 90+3’                                                                  |
| 11-6-2002                                                              | Incheon                                                                | Danimarca                                                              | 2 – 0                                                                  | Francia                                                                | Mondiali 2002 - 1º turno                                               | -                                                                      | 8’ 54’                                                                 |
| Totale                                                                 |                                                                        | Presenze                                                               | 55                                                                     |                                                                        | Reti                                                                   | 8                                                                      |                                                                        |

## Palmarès

### Club

#### Competizioni nazionali
- Coppa di Lega francese: 1

Girondins Bordeaux: 2001-2002

#### Competizioni internazionali
- Coppa Intertoto UEFA: 1

Girondins Bordeaux: 1995

### Nazionale
- Campionato mondiale: 1

Francia 1998
- Campionato d'Europa: 1

Belgio-Paesi Bassi 2000
- Confederations Cup: 1

Corea del Sud-Giappone 2001